# Ferreolo di Grenoble
Ferreolo (... – 12 gennaio 659) è stato vescovo di Grenoble. Il suo culto come santo è stato confermato da papa Pio X nel 1903.

## Biografia
Il catalogo episcopale attribuito al vescovo Ugo pone l'episcopato di Ferreolo tra quelli di Chiaro, che il 22 giugno 654 sottoscrisse un privilegio di Clodoveo II per l'abbazia di Saint-Denis, e Bosone, che nel 664 firmò il privilegio di Bertefrido di Amiens per l'abbazia di Corbie.
Gli antichi calendari liturgici della diocesi di Grenoble e le lezioni degli antichi breviari lo dicono martire.
La più antica passio di Ferreolo fu pubblicata nel 1513, ma riproduce quella di antichi breviari risalenti agli anni tra la fine del Duecento e l'inizio del Trecento.
Secondo questo racconto agiografico, Ferreolo fu assassinato poco lontano da Grenoble, in una località alle pendici del monte Rachais, mentre esercitava il suo ministero. Alcuni attribuiscono l'omicidio agli uomini di Ebroino, maestro di palazzo di Neustria.

## Il culto
Il suo corpo era sepolto e venerato nella chiesa di La Tronche, di cui è patrono, ma delle sue spoglie resta solo un piccolo frammento; una sua reliquia era conservata a Varacieux, ma è andata dispersa.
Papa Pio X, con decreto del 9 dicembre 1903, ne confermò il culto con il titolo di santo.
Il suo elogio si legge nel martirologio romano al 12 gennaio.